# Rythmes (Roger-Ducasse)
Rythmes est une étude pour piano seul de Jean Roger-Ducasse, composée en 1917, pendant la Première Guerre mondiale. 
La première audition de cette pièce, d'une grande virtuosité technique, a lieu le 28 mars 1919 au cours d'un concert à la salle Gaveau, interprétée par sa dédicataire Blanche Selva.

## Composition
Roger-Ducasse entreprend la composition de plusieurs pièces pour piano seul en 1917, pendant la Première Guerre mondiale, alors que le compositeur, mobilisé le 10 octobre 1914, est « rendu à la vie civile et rapidement réformé ». 

## Création
Rythmes est dédié à Blanche Selva, qui assure la première audition en public le 28 mars 1919,, au cours d'un concert de la SMI à la salle Gaveau.

## Présentation
Jean Roger-Ducasse superpose une mesure à cinq temps en croches régulières (la main gauche est écrite à 
) à deux mesures à trois temps (la main droite à 
) dans les premières mesures de Rythmes, où les croches deviennent des triolets — opération rigoureusement impossible selon Guy Sacre, qui précise combien cette « battue à cinq temps, ses effets de tambourin » et l'indication de jeu legatissimo (très lié) rendent l'exécution périlleuse pour conserver le charme d'« un thème paisible qui s'évertue à garder son allure à trois temps » :

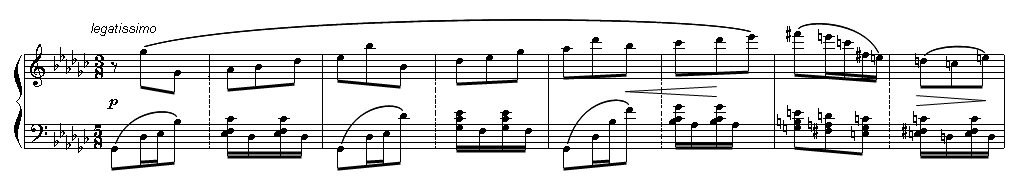

Par la suite, « les trémolos serrés, les octaves brisées, les prestes arpèges miment de bruyantes guitares » dans un foisonnement où « ce qui chante se dissimule parmi les filets d'or de la parure ».

## Discographie
- De Vincent d'Indy à Reynaldo Hahn, Jean Doyen (1960, LP Musidisc 30 RC 742) (premier enregistrement mondial)avec des œuvres de Paul Dukas, Reynaldo Hahn, Vincent d'Indy, Gabriel Pierné et Louis Vierne
- Roger-Ducasse : Œuvres pour piano, Dominique Merlet (2001, Mandala MAN 5011) (OCLC 659094228)
- Roger-Ducasse : The complete piano Works, Martin Jones (2015, Nimbus Records NI 5927)
- Roger-Ducasse : Piano Works, Joel Hastings (2017, Grand Piano GP724)
- Roger-Ducasse : Piano Works, Patrick Hemmerlé (2019, Melism MLS-CD 013)

### Ouvrages généraux
- Michel Duchesneau, L'Avant-garde musicale et ses sociétés à Paris de 1871 à 1939, Paris, Éditions Mardaga, 1997, 352 p. (ISBN 2-87009-634-8)
- Guy Sacre, La musique pour piano : dictionnaire des compositeurs et des œuvres, vol. II (J-Z), Paris, Robert Laffont, coll. « Bouquins », 1998, 2998 p. (ISBN 978-2-221-08566-0), p. 2299-2309

### Monographies
- Laurent Ceillier, Roger-Ducasse : Le musicien, l'œuvre, Paris, Éditions Durand, 1920, 87 p. (lire en ligne)
- Jacques Depaulis, Roger-Ducasse, Anglet, Séguier, coll. « Carré Musique », 2001, 154 p. (ISBN 2-84049-252-0)

### Articles
- Raoul Brunel, « La Musique », L'Œuvre,‎ 31 mars 1919 (lire en ligne)